# Sten Winblad
Sten Gustaf Winblad, född 25 maj 1909 i Västervik, död 25 april 1987, var en svensk läkare, professor i klinisk bakteriologi, och kommunpolitiker.

## Biografi
Efter studentexamen i Lund 1927 skrevs han samma år in i Smålands nation vid Lunds universitet för att studera medicin. Efter att han avlagt medicine kandidatexamen i december 1930 bytte han emellertid till Lunds nation, vars vice sexmästare han var vårterminen 1931. Han var även nationens ledamot i Akademiska föreningens överstyrelse 1931–1933, och satt även i styrelsen för Lunds universitets tennishall 1931–1936. Utöver detta beklädde han dessutom ett antal mindre ämbeten i studentlivet; han var ledamot av Akademiska föreningens överstyrelses biblioteksutskott 1933–1937, och var ledamot av Lunds studentkårs intressebyrå 1936-1937. Han blev marinläkare i reserven 1934, avlade medicine licentiatexamen 1936 och disputerade för medicine doktorsgraden år 1941 på avhandlingen Studies in haemolytic streptococcus fibrinolysin, antifibrinolysin and antistreptolysin, with particular reference to rheumatic fever.
Winblads karriär inom akademien inleddes redan höstterminen 1929, då han i ett år tjänstgjorde som extra ordinarie amanuens vid anatomisalen på Anatomiska institutionen. Efter medicine licentiatexamen tjänstgjorde han i tur och ordning som amanuens vid Institutionen för makroskopisk anatomi höstterminen 1934, vid Patologiska institutionen 1936–1937, och vid Rättsmedicinska institutionen 1940–1942. Tjänsten som amanuens vid Patologiska institutionen uppgraderades 1937 till en assistenttjänst, vilken han upprätthöll till 1941, då han blev docent i bakteriologi. Han befordrades till professor i klinisk bakteriologi 1957, även det vid Lunds universitet, och beklädde den posten till sin emeritering 1975.
Parallellt med sin akademiska karriär tjänstgjorde Winblad även som läkare, först vid epidemisjukhusets radiologiska och invärtesmedicinska kliniker 1941–1943, och från 1944 som överläkare på patologisk-bakteriologiska respektive bakteriologiska avdelningarna på Malmö allmänna sjukhus. Även överläkartjänsten behöll han fram till sin pensionering 1975.
Winblad var även aktiv som kommunpolitiker i Malmö; han var ledamot av stadsfullmäktige 1955–1962, och var vice ordförande för stadens allmänna försäkringskassa 1956–1965, socialnämnd 1956–1965, och pensionsdelegation 1959–1966. Han valdes 1957 till ledamot av Kungliga fysiografiska sällskapet i Lund, och var Malmö nations proinspektor 1960 och 1964, samt inspektor 1965–1969.
Winblad var son till bankdirektören Gustaf Winblad. Han gifte sig 1938 med Anna-Stina Edlund.

## Utmärkelser
- Riddare av Kungliga Nordstjärneorden[20]
- Svenska Röda Korsets förtjänstmedalj i silver[20]
- Svenska Röda Korsets förtjänsttecken[20]